# 羅茲 (密蘇里州)
羅茲（英語：Roads）是位於美國密蘇里州卡羅爾縣的非建制地區。

## 歷史
羅茲的郵局於1883年設立，其後於1907年停運。

## 地理
羅茲所處的海拔為高於海平面232米（即761英呎），而該地所採用的時區為UTC-6，即北美中部時區（CST）。同時該地設有夏令時間，為UTC-6調快一小時，即UTC-5（CDT）。